# 家在台北

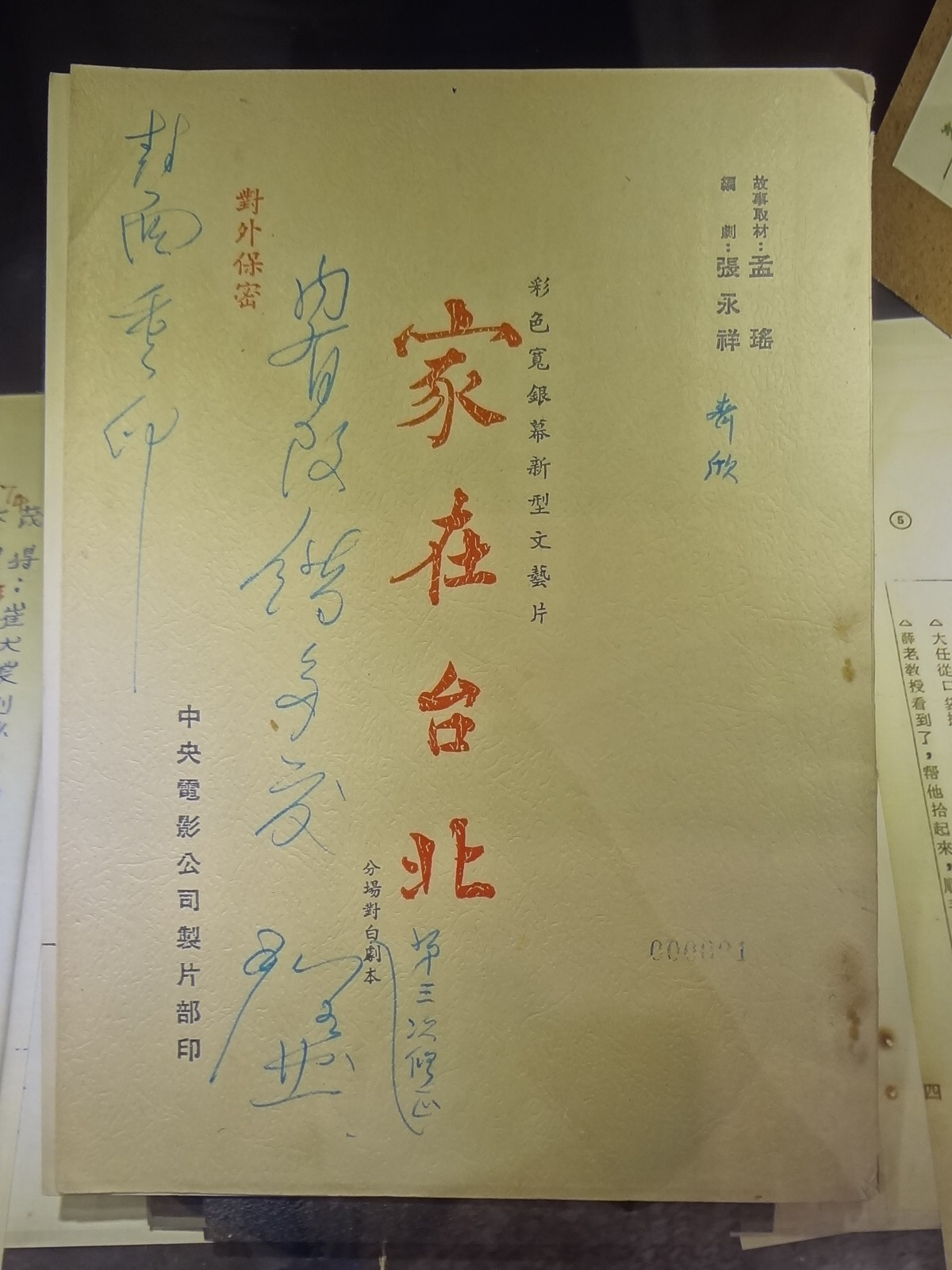
《家在台北》劇本

《家在台北》即依據台灣作家孟瑤所撰寫的小說《飛燕去來》為基礎，再進行改編的電影作品。

## 劇情簡介
吳大任在美國擔任水利工程師，他與一群留學生回台北。朋友冷露厭倦當地繁忙生活，打算回台找舊情人王溥，何範在美國當侍應生，生性風流，這次回來跟筆友汪娟娟見面。夏之雲與美籍華人如茵結婚，帶妻子回到父母經營的農場。
吳大任抵達台北後，要求接機的友人丁遲勿透露他的消息，他本已打算與一名美國女孩結婚，於是回台北與原配馮淑媛離婚。吳大任回台北之後，對妻子冷漠無情，老父、弟弟大侃對此非常不滿。一日大任約妻子外出，在西餐廳裡，吳大任向妻子攤牌。後來吳大任到南部找丁遲，希望丁遲能幫忙說服淑媛與自己離婚。丁遲指責他說「夫妻關係就是道義」。
何範帶娟娟遊日月潭，與夏之雲的妹妹之霞相遇。夏之霞是位崇洋的女孩，見到輕佻的何範，便一見如故。夏之霞一直想赴美留學，於是決定和何範結婚。結婚當日，新郎輕佻的個性，讓岳父直搖頭。吳大任最後被妻子的賢淑所感動，決定留在台北。最後只有何範不願留在台北。上飛機前，夏之霞的前男友承志趕來送行，之霞內心不安，突然不知道自己為何想去美國。

## 人物角色
| 角色名稱 | 演員   | 備註         |
| -------- | ------ | ------------ |
| 吳大任   | 柯俊雄 | 水利博士     |
| 馮淑姮   | 歸亞蕾 | 吳大任的妻子 |
| 何範     | 江明   | 夏之霞的男友 |
| 王溥     | 馮海   | 美術老師     |
| 冷露     | 李湘   |              |
| 夏之雲   | 武家麒 |              |
| 夏之霞   | 張小燕 | 夏之雲的妹妹 |
| 吳大侃   | 王戎   |              |
| 夏父     | 葛香亭 |              |
|          | 崔福生 |              |
| 丁遲     | 歐威   | 榮工處工程師 |
| 汪娟娟   | 陳慧美 |              |

## 獎項

### 榮獲
- 第8屆金馬獎

- 「最佳劇情片獎」
- 「最佳女主角獎」：歸亞蕾
- 「最佳剪輯獎」：汪晉臣

- 亞太影展

- 「最佳女主角獎」：歸亞蕾
- 「最佳編劇獎」：張永祥

## 外部連結
- 開眼電影網上《家在台北》的資料（繁體中文）
- 香港影庫上《家在台北》的資料（繁體中文）
- 时光网上《家在台北》的資料（简体中文）
- 豆瓣电影上《家在台北》的資料 （简体中文）
- 爛番茄上《家在台北》的資料（英文）
- AllMovie上《家在台北》的资料（英文）
- 互联网电影数据库（IMDb）上《家在台北》的资料（英文）
- 家在台北（Home, Sweet Home），〈台灣電影資料庫〉